# Винова краля (опера)

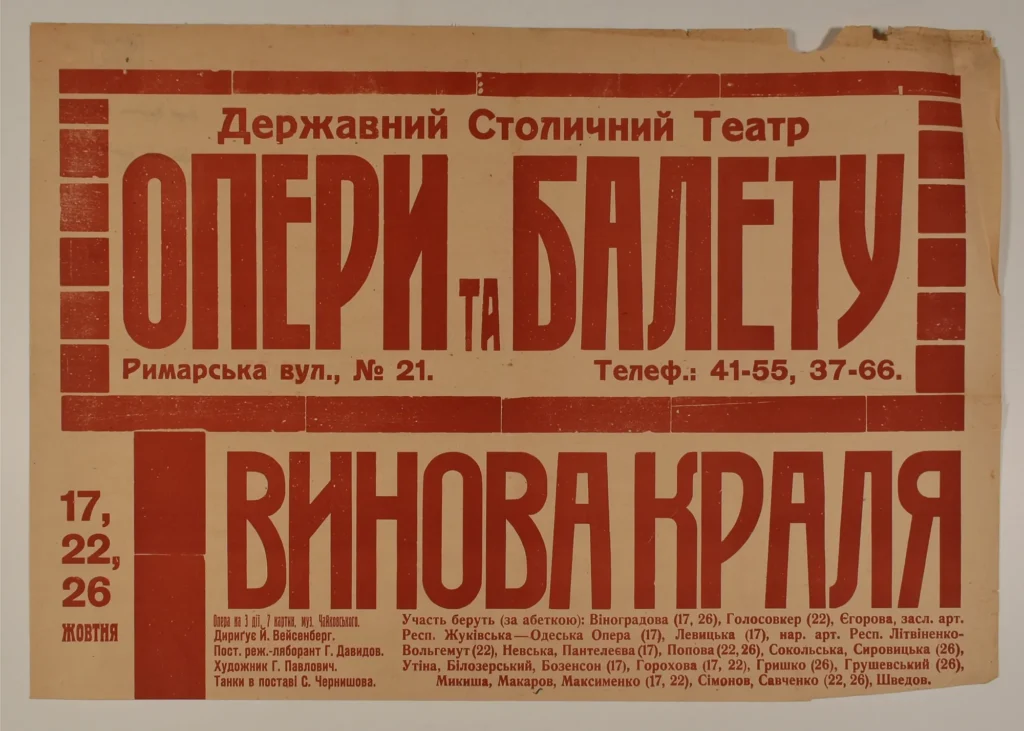

«Винова краля» (рос. Пиковая дама) — опера на 3 дії 7 картин російського композитора Петра Ілліча Чайковського, лібрето Модеста Ілліча Чайковского за мотивами однойменної повісті Олександра Сергійовича Пушкіна.
Опера написана у Флоренції навесні 1890 року, перша постановка — 7 (19) грудня 1890 році в Маріїнському театрі у Петербурзі.

## Історія створення
Адміністрація Імператорського Театру запропонувала Чайковському написати оперу на сюжет, створений Іваном Олександровичем Всеволожским на основі повісті Пушкіна в 1887 році. Композитор відмовився, мотивуючи це відсутністю в сюжеті «належної сценічності». Два роки по тому Чайковський прийняв замовлення. «Пікова дама» писалася у Флоренції. Клавир був завершений за дуже короткий термін — 44 дні. Пізніше, працюючи спільно з Миколою Фігнером, тенором, який повинен був виконувати головну роль в опері, Чайковський переробив арію Германа в сьомий сцені, створивши дві її версії в різних тональностях. При роботі над лібрето пушкінський сюжет був помітно змінений Модестом Чайковським. Змінено у тому числі і прізвище головного героя — У Пушкіна персонаж носить прізвище Германн (на кінці нн), тоді як персонаж опери — Герман (на кінці одне н), і це його ім'я. Таке написання є не помилкою, а навмисним зміною. У процесі композиції Чайковський редагував лібрето, і сам написав слова до деяких фрагментах, включаючи дві арії (Єлецького, у другому акті і Лізи — в третьому). Світова прем'єра опери відбулася в Маріїнському театрі в Санкт-Петербурзі 19 грудня 1890. Диригував Едуард Направник. Київська прем'єра «Пікової дами» відбулася 31 грудня 1890 (диригент Йосип Прібік), а московська, у Великому театрі, — 4 листопада 1891 (диригент Іполит Альтані).
Поступово опера увійшла до репертуару багатьох театрів Європи і Америки:
- 11 жовтня 1892 — перша постановка за межами Росії, прем'єра в Празі (виконувалася на чеському в перекладі В. Новотного)
- 1902 — перша постановка у Відні, Віденська державна опера, диригент Густав Малер
- 1904 — постановка у Великому театрі (Москва), за диригентським пультом — Сергій Рахманінов
- 5 березня 1910 — перша постановка в США, Нью-Йорк, диригент Густав Малер (виконувалася німецькою)
- 29 травня 1915 — перша постановка у Великій Британії, Лондон (виконувалася російською мовою).

## Сюжет
Дія опери відбувається у Петербурзі наприкінці XVIII століття.

### Дія перша
Картина перша. Літній сад у Петербурзі. Приятелі Сурін, Томський і Чекалінський розмовляють про Германа, який проводить ночі в картярському домі, але через бідність сам грати не може. Герман признається Томському у коханні до знатної незнайомки. Підходить Єлецький. Офіцери вітають його з наступним шлюбом. Князь показує свою наречену — це Ліза, яка з'явилася в саду разом із старою графинею. Герман впізнав в дівчині ту, яку кохає.
При зустрічі із Германом кожний, ніби передчуваючи свою долю, ціпеніє. Герман здається графині фатальним привидом. Томський заспокоює її. А провівши графиню, розповідає один пікантний епізод з її життя. Свого часу графиня, яку за красу називали в Парижі «московською Венерою», програла весь свій статок. Граф Сен-Жермен, ціною любовного побачення, назвав їй три карти, поставивши на які, вона повернула своє багатство. Згодом безпрограшні карти дізналися від графині її чоловік і коханець. Але з'явився привид і попередив, що графиню чекає смертельний удар від третього, хто прийде з'ясувати таємницю трьох карт. Божевільна думка розкрити цю таємницю, розбагатіти й оженитися на Лізі оволодіває Германом.
Картина друга. Кімната Лізи. Дует Лізи і Поліни змінюється сумним романсом, а потім веселою хороводною піснею. Залишившись одна, Ліза зізнається собі, що не князь Єлецький, а загадковий незнайомець із вогнем пристрасті в очах хвилює її серце.
У балконних дверях з'являється Герман. З відчаєм говорить він про своє кохання і благає про співчуття. Почувши голоси, в Лізину кімнату стукає графиня, Герман ховається. Поява графині знову нагадала йому про таємницю трьох карт.

### Дія друга
Картина третя. Маскарадний бал у домі петербурзького сановника. Три маски — Томський, Чекалінський і Сурін — вирішують пожартувати над Германом.
Ліза байдуже вислуховує освідчення Єлецького. Герман одержує від неї записку, де вона просить чекати її в залі. Офіцери підсміюються над бажанням Германа дізнатися таємницю трьох карт.
Починається вистава-пастораль про любов і вірність Прилепи і Миловзора. Після вистави Ліза віддає Герману ключі від спальні графині. На честь прибуття цариці Катерини звучить помпезний гімн.
Картина четверта. Будуар графині. Через потайні дверцята сюди проникає Герман. Йому здається, що він якоюсь таємною силою зв'язаний із графинею.
А ось і вона сама в оточенні приживалок. Незадоволена балом, графиня згадує свою молодість і заспівує арію з опери Гретрі «Річард левове серце», яку з успіхом виконувала колись при дворі французького короля.
Поява Германа, його пристрасне прохання назвати три карти вражають графиню. Герман погрожує їй пістолетом. Від переляку графиня вмирає. Герман у відчаї, що не взнав карт. Зрозумівши страшний сенс слів Германа, Ліза проганяє його.

### Дія третя
Картина п'ята. У караульній кімнаті казарми Герман читає листа від Лізи. В його серці пробуджується жалість до неї.
У думках Герман повертається до смерті графині. В його хворобливій уяві постає її привид. Графиня називає йому три карти. «Трійка, сімка, туз!», — повторює Герман, поспішаючи в картярський дім.
Картина шоста. На набережній Зимньої Канавки Ліза чекає Германа. Вона впевнена, що він не злочинець, а «жертва випадку».
Герман одержимий однією ідеєю — виграти. Ліза вражена його безумством. Зрозумівши, що щастя вже не буде, вона кидається в ріку.
Картина сьома. Картярський дім. Тут верховодить Томський. Всі веселяться. Лише Єлецький сумний: розладнався його шлюб із Лізою. Він прийшов сюди, щоб помститися Герману.
У розпалі гри приходить Герман. З дивною впевненістю він ставить на трійку сорок тисяч. Виграні гроші знову ставить на карту — цього разу сімка, і ще раз виграє. Страх оволодіває присутніми: «Сам чорт з тобою грає заодно». Герман у нервовому пориві звинувачує петербурзьке світське товариство.
З Германом грає Єлецький. Відкриваючи карту, Герман упевнений у перемозі. Але замість туза в його руках — винова краля. Йому здається, що він упізнає в ній графиню.
Збожеволілий Герман покінчує життя самогубством. Перед смертю його розум прояснюється, і Герман шепоче ім'я Лізи.

## Примітка
1. ↑  На сучасних афішах поширеніший русифікований варіант назви опери — «Пікова дама» (так само називається й український переклад повісті Пушкіна, виконаний Борисом Ткаченком). Між тим, як свідчить Антоненко-Давидович у книзі «Як ми говоримо (§ 31) [Архівовано 22 серпня 2020 у Wayback Machine.]», раніше київська опера використовувала український відповідник назви гральної карти, що дала назву самій опері, а саме «винова краля»